# 巴斯塔姆

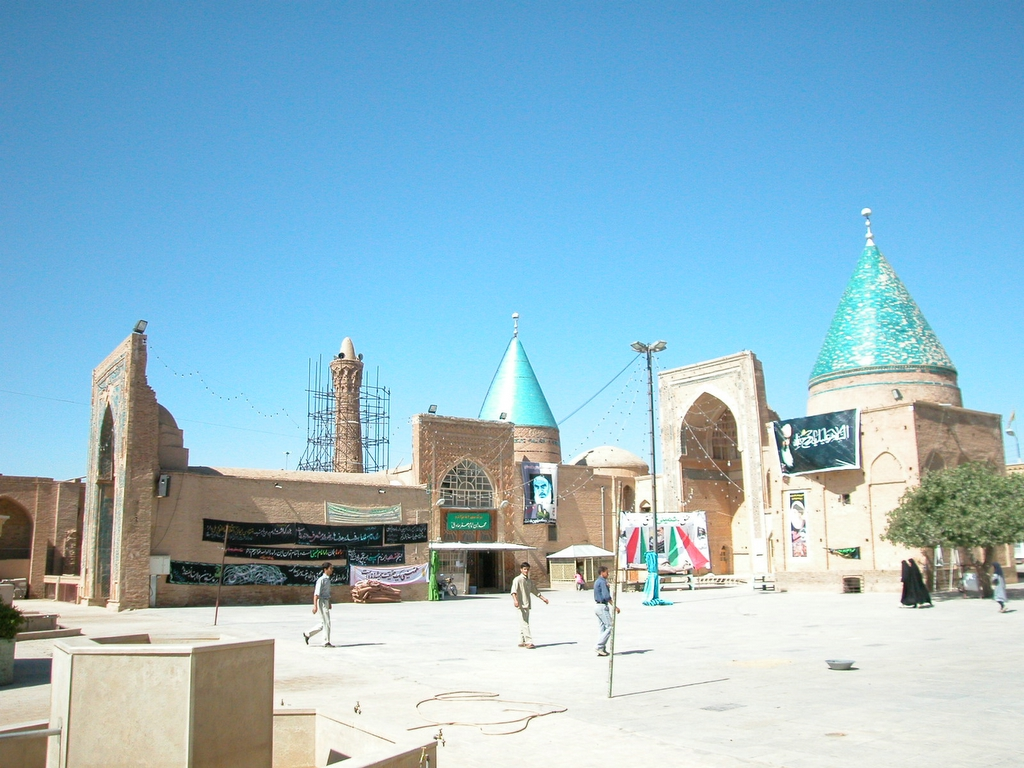
巴斯塔姆

巴斯塔姆（波斯語：‎）是伊朗的城市，位於該國北部大呼羅珊地區，由塞姆南省負責管轄，北面是厄爾布爾士山脈，始建於公元前6世紀，海拔高度1,419米，2006年人口7,382。

## 外部連結
- Bayazid Shrine Complex at ArchNet.
- Friday Mosque at ArchNet.
- Tomb Tower at ArchNet.